# ان‌جی‌سی ۷۰۳۵ و ان‌جی‌سی ۷۰۳۵ای
ان‌جی‌سی ۷۰۳۵ و ان‌جی‌سی ۷۰۳۵ای (انگلیسی: NGC 7035 and NGC 7035A) یک جفت کهکشان عدسی شکل در حال تعامل هستند که در فاصله ۴۰۰ تا ۴۳۰ میلیون سال نوری از ما در صورت فلکی برج بزغاله قرار دارند.  کهکشان اصلی، NGC 7035 توسط ستاره شناس فرانک مولر در سال ۱۸۸۶ کشف شد.